# Rádio e Televisão de Portugal
RTP (Rádio e Televisão de Portugal) er en national Portugal public service-udbyder af radio og tv.